# اسکاندیناوی
برای شبه‌جزیره‌ای به همین نام به شبه‌جزیره اسکاندیناوی نگاه کنید.
اِسکاندیناوی (به دانمارکی: Skandinavien) منطقه‌ای جغرافیایی با جزئیات خاص تاریخی و فرهنگی در شمال اروپا است. اسکاندیناوی در معنای محدود آن دربرگیرندهٔ سه کشور سوئد، نروژ و دانمارک (شبه‌جزیره اسکاندیناوی) است و در معنای گسترش یافته آن فنلاند، ایسلند، جزایر فارو و جزایر الند را نیز شامل می‌شود.
مساحت کل دانمارک، نروژ و سوئد حدود ۵۷۶۶۶۸ کیلومتر مربع است. بر اساس برآوردهای سال ۲۰۱۷، تقریباً ۲۱ میلیون نفر در اسکاندیناوی زندگی می‌کنند. تراکم جمعیت این منطقه بسیار کم است و کمتر از ۶۰ نفر در هر مایل مربع است. بزرگ‌ترین کشور اسکاندیناوی از نظر مساحت، سوئد است. این کشور همچنین با جمعیتی بیش از ۱۰ میلیون نفر پرجمعیت‌ترین است. نروژ و دانمارک هر کدام کمتر از ۶ میلیون نفر جمعیت دارند.

## ریشه‌شناسی
نخستین کسی که این نام را به این‌جا داده پلینیوس است که از دانشمندان علوم طبیعی رومیان بود و او این کلمه را به‌جزایر دانمارک و بدو جزیره (به‌زعم او) سوئد و نروژ اطلاق کرده و شبه جزیره ژوتلند از دانمارک را جزء سرزمین ژرمن‌ها قرار داده‌است.

## تاریخ
تبار اکثر مردم کشورهای ژرمنی‌تبار این ناحیه به وایکینگ‌ها می‌رسد. فنلاندی‌ها و اهالی لاپلند از تبار اورالی هستند. اولین پارلمان جهان در سال ۹۲۰ میلادی در ایسلند شکل گرفت

واژه اسکاندیناوی نخستین بار توسط پلینی بزرگ (۲۳–۷۹) به شکل «Scadinauia» به کار رفته‌است و احتمالاً از کلمات ژرمنی کهن «skadin» (آسیب) و «auio» (جزیره) تشکیل شده‌است؛ بنابراین معنی آن چیزی شبیه «جزیره آسیب‌دیده و کرانه خطرناک» است. این معنای اصلی در نام‌های محلی مانند منطقه جنوبی سوئد، که اسکانه (Skåne) نامیده می‌شود، باقی مانده‌است. این نامگذاری را به این خاطر دانسته‌اند که دریانوردی که به سواحل این نواحی نزدیک می‌شدند از آسیب تپه‌های شنی زیرآبی نزدیک به این کرانه‌ها به کشتی‌های خود بیم داشتند. 

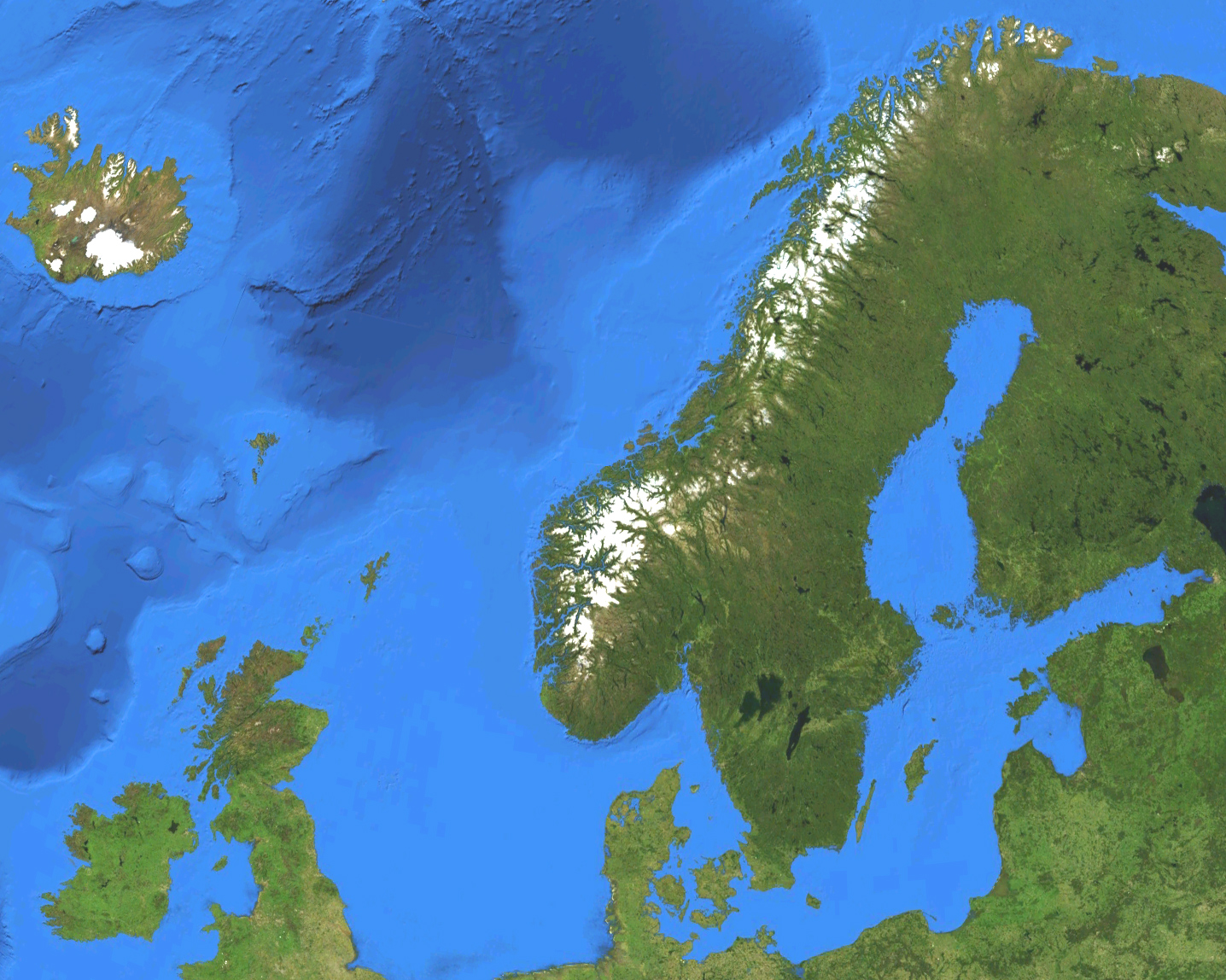
دید ماهواره‌ای از اسکاندیناوی

## جغرافیا
سوئد و نروژ با هم شبه‌جزیره اسکاندیناوی را تشکیل می‌دهند. دانمارک با آلمان همسایه است، در حالی که فنلاند و نروژ با روسیه همسایه هستند، اما در غیر این صورت کشورهای شمال اروپا توسط دریای بالتیک، دریای شمال یا خود اقیانوس اطلس از همسایگان خود جدا می‌شوند. فراوانی زمین، آب و جنگل ویژگی مشترک کشورهای شمال اروپا است (به جز دانمارک که بیشتر سطح آن را زمین‌های کشاورزی یا سکونتگاه‌ها تشکیل می‌دهد). برای نمونه، سوئد یکی از بزرگ‌ترین کشورهای اروپا از نظر مساحت است اما تنها حدود ۹ میلیون نفر جمعیت دارد.
جغرافیای اسکاندیناوی بسیار متنوع است. دانمارک مانند هلند و آلمان شمالی یک دشت هموار است. آبدره‌های نروژ، کوه‌های اسکاندیناوی که بخش‌هایی از نروژ و بخش‌هایی از سوئد را پوشش می‌دهند، مناطق هموار و کم‌ارتفاع در دانمارک و مجمع‌الجزایر فنلاند، نروژ و سوئد همگی گوناگون هستند. فنلاند و سوئد دریاچه‌های زیادی دارند که میراث  یخبندانی است که حدود ده هزار سال پیش به پایان رسید. ایسلند هم آتشفشانی و قطبی است.
مناطق جنوبی اسکاندیناوی که پرجمعیت‌ترین مناطق نیز هستند، آب و هوای معتدلی دارند. اسکاندیناوی از شمال تا ورای مدار قطب شمال امتداد دارد، اما به دلیل جریان خلیج (گلف استریم)، آب و هوای نسبتاً معتدلی نسبت به عرض جغرافیایی خود دارد. بسیاری از کوه‌های اسکاندیناوی دارای آب و هوای توندرای کوهستانی هستند.
کوه‌های اسکاندیناوی که از جنوب نروژ و از کنار ترومسو در شمال نروژ می‌گذرند، در سمت اقیانوس اطلس شیب‌دار و ناهموار و در سمت شرقی کم‌شیب هستند. فنلاند نسبتاً مسطح، تا حدودی سردتر است و دریاچه‌هایی پراکنده فراوانی در سراسر کشور دارد. بخش‌های بزرگی از سوئد و فنلاند (و همچنین بخش‌هایی از نروژ) توسط جنگل‌های کاج پرپشت پوشیده شده‌اند که اساساً شاخه غربی تایگای بزرگ روسی هستند. گالدهوپیگن در پارک ملی یوتون‌هایمن نروژ، با ۲٫۴۶۹ متر، بلندترین کوه در شمال رشته‌کوه آلپ است. کبنه‌کایسه با ۲۱۰۴ متر ارتفاع، بلندترین کوه در سوئد است.

## فرهنگ

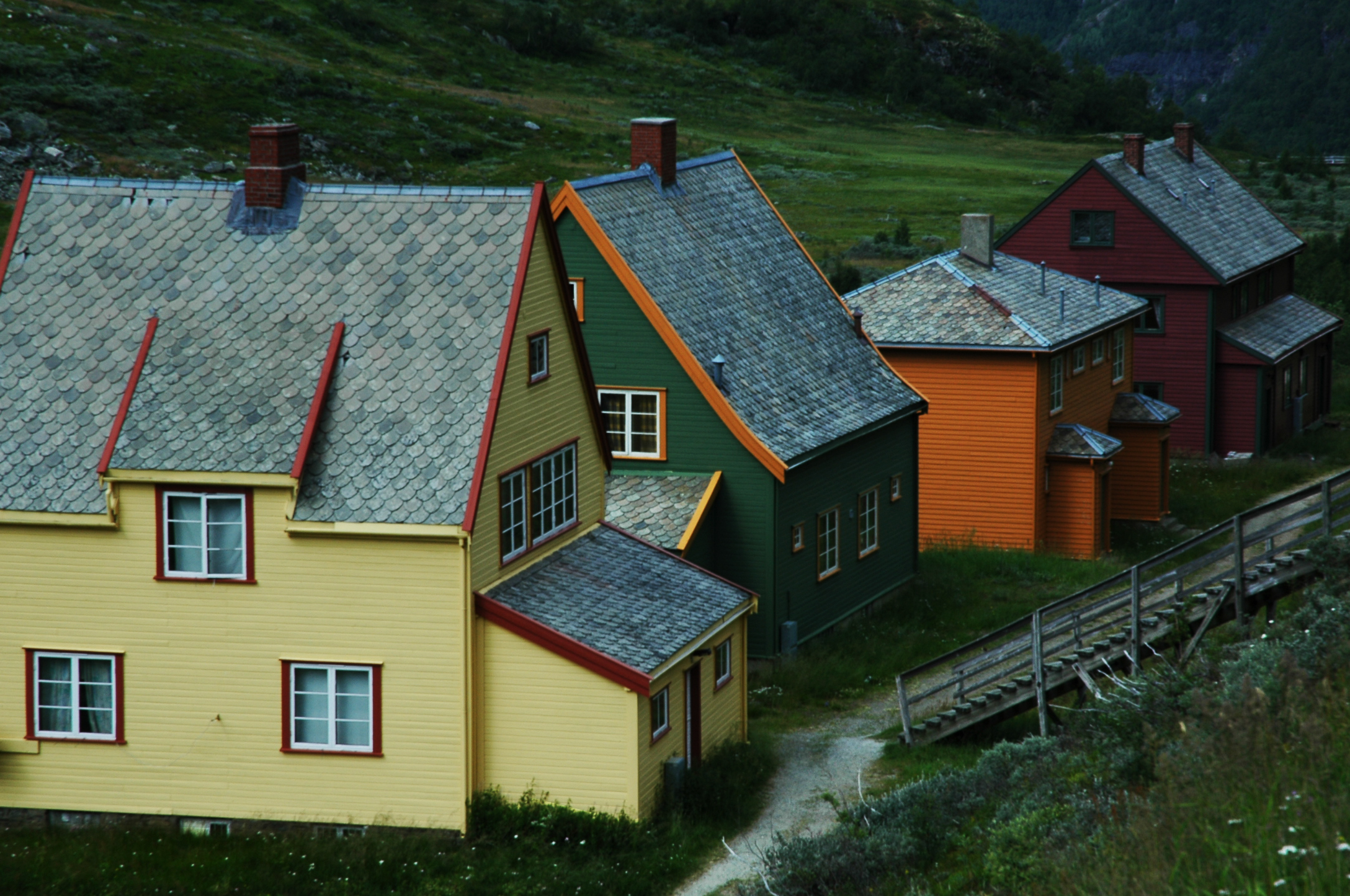
سبک ویژه خانه‌های اسکاندیناوی، نروژ

اسکاندیناوی به دموکراسی‌های تثبیت‌شده و پویای خود معروف است. مردم اسکاندیناوی برابری‌طلب‌اند و کوشش آن‌ها برای کم کردن شکاف‌های طبقاتی به‌وسیله دریافت مالیات‌های سنگین توسط دولت و تأمین نیازمندی‌های اساسی شهروندان از طریق هزینه‌کرد این درآمدهای مالیاتی، تا اندازه بسیاری موفق بوده‌است.
نان چاودار، اسموربرود (ساندویچ‌های روباز دانمارک) و گوشت قلقلی سوئدی از خوراکی‌های رایج در این ناحیه است. نوشیدن قهوه، خوردن نبات شیرین‌بیان و استفاده از اسنوس نیز از عادت‌های رایج در میان مردم اسکاندیناوی است. اسنوس به شکل کیسه‌های کوچک تنباکو است که زیر لب می‌گذارند و با ناس در منطقه خاورمیانه قابل مقایسه است.
از شناسه‌های فرهنگی در میان کشورهای اسکاندیناوی می‌توان به فردگرایی، سونا در فنلاند، هوگه و دوچرخه کالسکه‌دار در دانمارک، و نوآر نوردیک اشاره کرد. منظور از «هوگه»، گرایش به ایجاد فضاهای دنج و آرامش‌بخش در خانه و محل‌های دیگر است. نوآر نوردیک نیز اصطلاحی است که برای اشاره به فیلم‌ها و سریال‌های اسکاندیناوی در سبک جنایی به‌کار می‌رود.

### زبان

زبان‌های ژرمنی شمالی زبان‌های اسکاندیناویایی قاره‌ای:
دانمارکی
نروژی
سوئدی
زبان‌های اسکاندیناویایی جزیره‌ای:
فاروئی
ایسلندی
نورن (†)
نورس گرینلند (†)

دو گروه زبانی از دوران پیشاتاریخ در شبه جزیره اسکاندیناوی در کنار هم وجود داشته‌اند - زبان‌های ژرمنی شمالی، از خانوادهٔ زبان‌های هندواروپایی، و زبان‌های سامی اورالی.
آلمانی (در دانمارک)، ییدیش و زبان اسکاندورومانی (زبان کولی‌های اسکاندیناوی) زبان‌های اقلیت در بخش‌هایی از اسکاندیناوی هستند.

### زبان‌های ژرمنی
اکثریت جمعیت اسکاندیناوی (شامل ایسلند و جزایر فارو) امروزه زبان خود را از چندین قبیله ژرمن شمالی می‌گیرند که زمانی در قسمت جنوبی اسکاندیناوی ساکن بودند و به زبان ژرمنی آن‌ها سپس تبدیل به نورس باستان و از نورس باستان به دانمارکی و سوئدی، نروژی، فاروئی و ایسلندی تبدیل شد. ریشه همه این زبان‌ها هندواروپایی، یعنی هم‌ریشه با زبان‌هایی چون هندی، فارسی، یونانی و انگلیسی است. مردمان هندواروپایی حدود ۶ هزار سال پیش از نواحی جنوبی اوکراین امروزی آغاز به مهاجرت به جهات مختلف کردند و گروهی از آن‌ها پس از سال‌ها به اسکاندیناوی نیز رسیدند.
زبان‌های دانمارکی، نروژی و سوئدی یک پیوستار گویشی را تشکیل می‌دهند و به عنوان زبان‌های اسکاندیناوی شناخته می‌شوند و گویشوران همه این زبان‌ها در درک یکدیگر دشواری زیادی ندارند. فاروئی و ایسلندی که گاهی به عنوان زبان‌های اسکاندیناوی جزیره‌ای نیز شناخته می‌شوند، برای گویشوران زبان‌های اسکاندیناوی قاره‌ای فقط تا حد محدودی قابل فهم هستند.

### زبان‌های اورالی

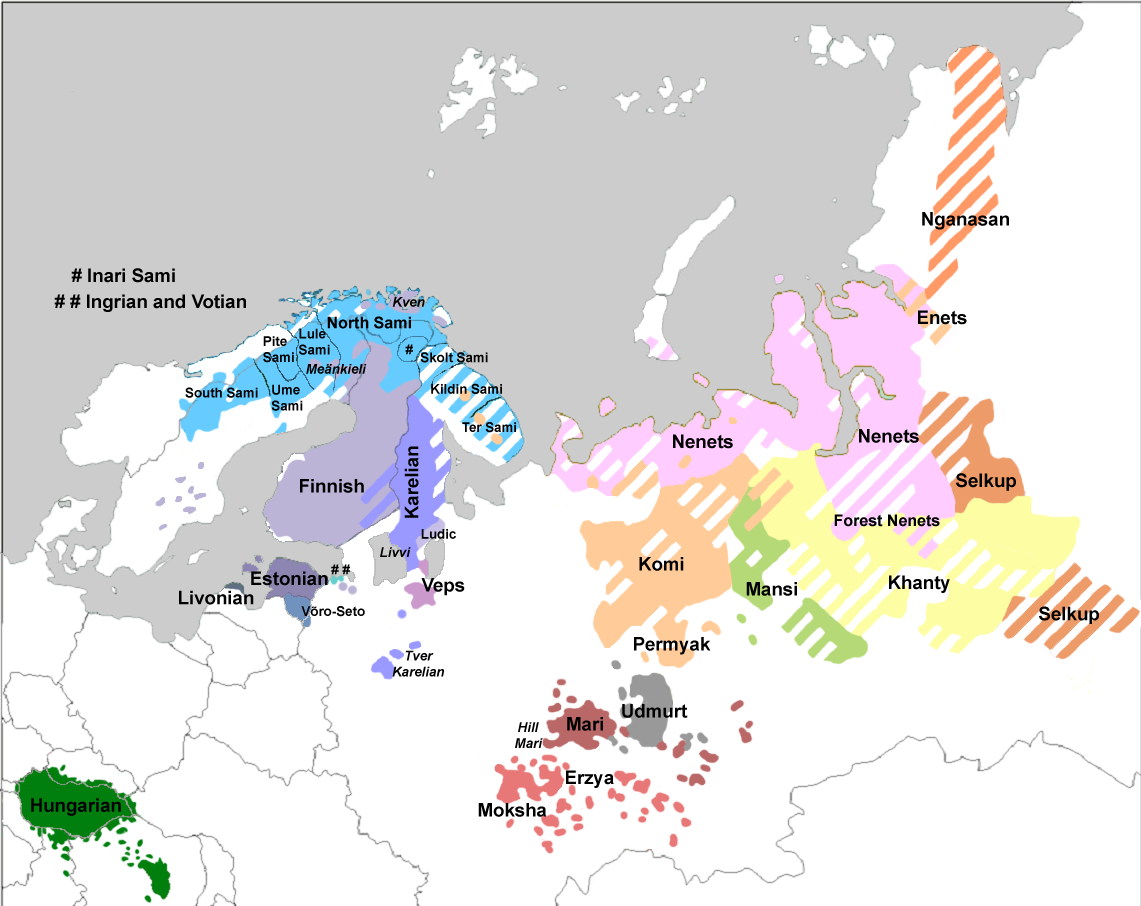
گستره زبان‌های اورالی

اقلیت کوچکی از ساکنان اسکاندیناوی را گویشوران زبان‌های سامی اورالی تشکیل می‌دهند که در منتهی‌الیه شمال اسکاندیناوی متمرکز شده‌اند. زبان فنلاندی که در شرق اسکاندیناوی رایج است از شاخه زبان‌های فینو-اوگری خانواده زبان‌های اورالی است. زبان فنلاندی از فاصله دور با زبان‌های سامی مرتبط است، اما این زبان‌ها از نظر منشأ با زبان‌های ژرمنی اسکاندیناوی کاملاً متفاوت هستند.
زبان فنلاندی عمدتاً در فنلاند رایج است و این کشور اقلیتی تقریباً ۵ درصد از سوئدی‌زبانان را نیز در خود دارد. از سوی دیگر، فنلاندی به عنوان یک زبان اقلیت در سوئد به‌رسمیت شناخته شده‌است.
فرض بر این است که خانواده زبان‌های اورالی، که فنلاندی عضوی از آن است، از یک زبان اصلی به نام نیااورالی مشتق شده‌اند که بین ۸۰۰۰ تا ۲۰۰۰ سال پیش از میلاد در مجاورت کوه‌های اورال صحبت می‌شد (تخمین‌ها متفاوت است). یکی از این نوادگان نیااورالی، یعنی نیا-فینی بازسازی شده‌است، که زبان‌های فنلاندی از آن سرچشمه می‌گیرند. زبان‌های فنلاندی در حدود ۱۵۰۰ تا ۱۰۰۰ قبل از میلاد از نیا-سامی (نیای بازسازی شده زبان‌های سامی) جدا شد.

### دین
گفته می‌شود تلاش مبلغان برای مسیحی نمودن این سرزمین حصول چندانی نداشته بلکه مسیحیت توسط گروه‌های وایکینگ‌ها که جهت به دست آوردن غنائم سرزمین‌های دیگر اروپایی را مورد حمله قرار می‌دادند، وارد اسکاندیناوی شده‌است. البته روابط تجاری بین اسکاندیناوی و مناطق مسیحی از جمله شمال فرانسه نیز نقش به‌سزایی در این رابطه ایفا کرد به شکلی که اغلب افراد نخستین طیف مسیحی شدگان اسکاندیناوی، را بازرگانان تشکیل می‌دادند و نخستین اجتماع مسیحیان در شهر تجاری بیرکا پدید آمد. البته این فرایند به سهولت صورت نگرفت بلکه با مقاومت پاگانیسم، به تدریج و در طی سه سده اتفاق افتاد. حمایت و دخالت حاکمان اروپای غربی از جمله لوئی پارسا، پادشاه فرانک‌ها از ترویج مسیحیت در این منطقه، موجب بدبینی اهالی اسکاندیناوی و مزدور خوانده شدن مبلغان گشت. این بدبینی که به تصادم کشیده شد، با توسل طرفین به زور (اغلب به شکل بسیار شدید) نیز همراه بود.
سلطه مسیحیت بر اسکاندیناوی هنگامی موفقیت‌آمیز قلمداد شد که در هر سه پادشاهی موجود در آن، پادشاهان مسیحی به شکل پیاپی بر تخت سلطنت تکیه زدند. این اتفاق نخستین بار در دانمارک با به قدرت رسیدن جانشینان کانوت بزرگ سپس در نروژ توسط ماگنوس خوب و اواخر سده یازدهم در سوئد به وسیله اینگه محقق گشت. سازمان یافته بودن شدید مسیحیت در مقابل نبودن بدنه منسجمی در عقاید پاگانیسم و تجزیه و اضمحلال عقاید پیشین نزد مردم اسکاندیناوی را می‌توان دلیل غلبه دین جدید دانست. از طرفی مسیحیت تمامی ویژگی‌های مقدس عقاید پیشین خصوصاً آن‌هایی را که به نفع پادشاهان بود از جمله اعطای قربانی، را نفی نکرد. به شکلی که یکی از حاکمان ایسلند با وجود گرویدن به مسیحیت، در مواقع مختلف همچنان از خدای ثور طلب استمداد می‌نمود. با توجه به دور افتاده بودن و سختی ارتباطات در نواحی کوهستانی، با وجود مسیحی شدن اغلب جمعیت مناطق ساحلی در نروژ، تقریباً همه ساکنان مناطق داخلی تر تا سده یازدهم همچنان بر عقاید پیشین خود بودند.
با مسیحی شدن تمام اسکاندیناوی، سال ۱۱۰۳ میلادی نخست اسقف‌نشین اعظم در لوند در دانمارک بنیان نهاده شد تا بر امور دینی در سرتاسر این منطقه نظارت داشته باشد و از سلطه مذهبی آلمانی‌ها خارج شود. چند دهه بعد با ایجاد اسقف‌نشین‌های مشابهی در نروژ و سوئد، این مناطق نیز از این منظر مستقل گشتند.